# Cantó de Le Robert-1
El cantó de Le Robert-1 va ser fins al 2015 una divisió administrativa francesa situada al departament de Martinica a la regió de Martinica.

## Composició
El cantó comprenia la fracció Sud de la comuna de Le Robert.

## Administració
| Període                                  | Identitat        | Partit        | Qualitat |
| ---------------------------------------- | ---------------- | ------------- | -------- |
| 2001-2014                                | Alfred Monthieux | Divers gauche |          |
| Les dades anteriors no són pas conegudes |                  |               |          |